# 우라니나이트
우라니나이트(Uraninite) 혹은 역청 우라늄석, 섬우라늄석은 방사성을 띤 광물로, 우라늄 산화물이 많이 함유된 광석(UO2으로 대다수 구성)이나, 때때로 UO3, 납이나 토륨, 그리고 다른 희토류 원소들의 산화물을 포함하고 있기도 한다. 우라니나이트의 우라늄 함량은 U3O8으로 환산하자면, 약 50에서 80%정도로 추산된다. 보통 괴상의 우라니나이트를 가리켜 피치블렌드(Pitchblende)라고 부른다. 피치블렌드의 어원은 독일어(Pechblende)로 Pech는 타르, 불운을 가리키며, Blende는 광물을 가리킨다. 이 이름이 붙여지게 된 계기는 15세기 독일의 에르츠 산맥에 위치한 은광에서 광부들이 채광하면서 이 광석이 나타났기 때문인데, 이 광석은 돈으로 바꾸기가 힘들거나 불가능했기 때문이다. 그 후 1789년 피치블렌드에서 마르틴 하인리치 클라프로트(Martin Heinrich Klaproth)가 세인트요하인스틸에서 나온 폐기물을 조사하다 우라늄을 발견하게 되었다.
모든 우라니나이트에는 우라늄의 붕괴 생성물로 인해 소량의 라듐이 함유되어 있다. 또한 모든 우라니나이트엔 우라늄의 최종 붕괴형태인 Pb-206과 Pb-207이 소량 들어있다. 또한 알파 붕괴로 인해 소량의 헬륨도 들어 있다. 헬륨의 경우 첫 발견은 태양의 대기에서 발견되었으나, 그 후 우라니나이트를 분광하면서 지구상에서 발견하게 되었다. 또한 우라늄 238의 자연적인 분열로 인해 극미량(약 0.2 ng/kg)의 테크네튬도 찾을 수 있다.

## 같이 보기
- 토리아나이트

## 참조 문헌
1. 1 2  
톰 졸너(Tom Zoellner) (2010년). 《세상을 바꾼 돌멩이 우라늄》. 주영사.

- Dana's Manual of Mineralogy ISBN 0-471-03288-3
- 원자력 지식관문국의 피치블렌드 설명
- Uraninite, Webmineral.com